# Saint-Joseph (Riunione)
Saint-Joseph  è un comune francese di 36 321 abitanti nel dipartimento d'oltre mare della Réunion e inoltre viene considerato il punto estremo più a sud dell'Unione europea